# Aligarh-Bewegung
Die Aligarh-Bewegung (engl. Aligarh Movement) war eine politische Bewegung, die von der muslimischen Elite des indischen Subkontinents ausging und auf eine Emanzipation der muslimischen Massen durch eine moderne Ausbildung abzielte. Sie entstand im 19. Jahrhundert, insbesondere mit der Gründung des Mohammedanischen Englisch-Orientalischen Colleges (Muhammedan Anglo-Oriental College, kurz: MAO College) im Jahr 1875, der späteren Muslimischen Universität Aligarh (Aligarh Muslim University).

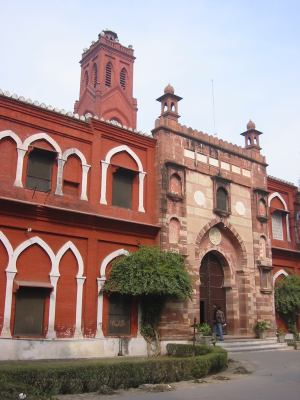
Königin-Victoria-Tor der Aligarh Muslim University

Die Bewegung hat ihren Namen von dem College in der Stadt Aligarh (ca. 100 km südöstlich der indischen Hauptstadt Neu-Delhi) in den  Vereinigten Provinzen von Agra und Avadh  (United Provinces of Agra and Oudh), wo sie entstand.

## Geschichte
Der Reformer Syed Ahmad Khan (1817–1898), der Gründer des Muslimischen Anglo-Oriental College, war von großem Einfluss auf die muslimische Partei der All India Muslim League. Er war zudem einer der Vorkämpfer der Urdu-Bewegung (Urdu movement). Die Aligarh-Bewegung ist somit ein Vorläufer der Pakistan-Bewegung (Tehrik-i Pakistan), die in den 1940er Jahren darauf abzielte, einen Staat für Muslime in Indien zu etablieren.
Ein Kernpunkt der Aligarh-Bewegung ist die Kritik am Bezug auf die griechische Philosophie innerhalb der islamischen Gelehrsamkeit. Khan reagierte mit der Aligarh-Bewegung auf die Naturwissenschaften und den damit einhergehenden Empirismus, der Fragen hervorbringt, auf die der „alte“ Rationalismus im Sinne der griechischen Philosophie keine Antworten gibt. Bei einer Rede in Lahore 1884 richtete sich Khan vor allem an Studenten, die in Kontakt mit moderner westlicher Islamkritik gekommen waren und Schwierigkeiten hatten, den traditionellen Islam mit dem Empirismus der modernen Naturwissenschaften zu vereinbaren. Khan ging es darum, zu zeigen, dass der Islam und das naturwissenschaftliche Weltbild einander nicht ausschließen.
Khan bezeichnete den Islam als überlegene Religion. Dessen Überlegenheit leitete er aus dem Vergleich der Religionen im Hinblick auf ihre Harmonie mit der Natur ab. Der Islam harmoniere am besten mit der Natur des Menschen. So verkündete Khan in seiner Rede 1884: „Islam is nature.“
Auch Maulana Hali (1837–1914), Syed Ameer Ali (1849–1928), Shibli Numani (1857–1914), Ziauddin Ahmad (1878–1947) und Zakir Husain (1897–1969) waren bedeutende Persönlichkeiten der Aligarh-Bewegung.
Der mit Syed Ahmad Khan befreundete britische Orientalist Thomas Walker Arnold (1864–1930) lehrte am MAO College.